# 월간 G 판타지
월간 G 판타지(일본어: 月刊Gファンタジー 겟칸G환타지[*])은 스퀘어 에닉스가 발행하는 일본의 월간 소년 만화 잡지이다. 1992년 '월간소년간GANGAN'의 증간(增刊) '판타스틱 코믹(Fantastic Comic)'으로 발간되었고, 1993년 창간되었다. 창간 당시의 이름은 '간판판타지(GanGanFantasy)'였으나, 1994년 4월호를 현재의 이름으로 바꾸었다. 매월 18일마다 발매되고 있으며 2006년 3월 기준으로 5만부가 판매되었다. 자매지로는 월간 소년 간간 및 영 간간이 있으며 작가진을 공유하기도 한다. 일부 작품을 제외하고 대부분의 작품은 간간 온라인에도 게재되고 있으며 자매지인 월간 간간 JOKER처럼 본편에 들어가기 전 첫 페이지에 줄거리나, 인물 소개가 실리는 프리페이지도 마련되어 있다.
《Stencil》(후일 독립 창간은 《월간 Stencil》, 《GFantasy++》가 증간되었다. 2018년 2월 22일 'PFantapy'를 새로 창간하게 되었다.
잡지명처럼 작품의 태반이 판타지 만화이고 여성향, 청년향 작품 중심이다.